# Norbert Schiller (Schauspieler)
Norbert Schiller (geboren 24. November 1899 in Wien; gestorben 8. Jänner 1988 in Santa Barbara, Kalifornien, USA) war ein österreichisch-amerikanischer Theater- und Filmschauspieler sowie Regisseur und Autor. 

## Leben
Norbert Schiller absolvierte von 1920 bis 1921 seine Schauspielausbildung an der Akademie für Musik und darstellende Kunst in Wien und debütierte am Burgtheater Wien. Von 1921 bis 1922 spielte er am Stadttheater Lübeck. Danach war er bis 1928 Schauspieler am Frankfurter Schauspielhaus und von 1928 bis 1931 am Renaissance-Theater Berlin sowie Gastschauspieler am Staatlichen Schauspielhaus Berlin. In der Spielzeit 1932/33 war er am Rose-Theater Berlin, 1933/34 Gastregisseur am Stadttheater Bern sowie ebenfalls 1934 Regisseur beim Jüdischen Kulturbund Rhein-Ruhr und Schauspieler beim Kulturbund Rhein-Main. Von 1934 bis 1936 war er Darsteller und erneut Regisseur am Stadttheater Bern, 1935/36 und 1937/38 als Gastregisseur am Städtebundtheater Biel-Solothurn. Er inszenierte ebenfalls an der von Max Röthlisberger gegründeten Jungen Bühne Bern. Nebenher verfasste er eine Reihe von Essays und Dramoletten, unter anderem bis 1933 für das Berliner Kabarett Die Katakombe.
Er emigrierte 1939 in die USA. Dort wirkte er 1939 in Leopold Jeßners Inszenierung von Schillers Wilhelm Tell bei den Continental Players im El Capitan Theatre Hollywood mit. Er war zudem Schauspieler an Walter Wicclairs Freier Bühne Los Angeles.
Seine Bemühungen, nach dem Krieg zurück zur deutschsprachigen Bühne zu finden, schlugen fehl. Allerdings spielte er ab 1947 in fast 100 Kino- und Fernsehfilmen in den USA und Deutschland – meist jedoch in kleinen und kleinsten Rollen; oft wurde er nicht einmal im Abspann genannt, wie etwa in Stanley Kramers Urteil von Nürnberg oder Alfred Hitchcocks Der zerrissene Vorhang. Eine etwas größere Rolle hatte er 1973 in dem oscarnominierten Film Der Fußgänger von Maximilian Schell – hier stellte er sich selbst, als Exil-Schauspieler in den USA, dar. Schell besetzte Schiller danach auch noch in Der Richter und sein Henker und Geschichten aus dem Wienerwald, seinem letzten Filmauftritt.

## Namenszuschreibung „Veilchenblüt“
Im Geburts-Buch für die isr. Cultusgemeinde in Wien ist er  als „Norbert Schiller“, Sohn von Naftali und Sofie Schiller, eingetragen. Hingegen wurde er 1939 in der neu bearbeiteten 45. Auflage des vom antisemitischen Publizisten Theodor Fritsch angelegten und postum weitergeführten Handbuchs der Judenfrage als „Norbert Schiller (Veilchenblüt)“ aufgeführt. In späteren Nachschlagewerken tauchte die Namensnennung N. Veilchenblüth auf.

## Filmografie (Auswahl)
- 1921:	Meriota, die Tänzerin
- 1941:	Underground
- 1947: Der Verbannte (The Exile)
- 1948:	Berlin Express
- 1948:	Letter from an Unknown Woman
- 1948:	Kaiserwalzer (The Emperor Waltz)
- 1951: Spione, Liebe und die Feuerwehr (My Favorite Spy)
- 1954:	Deep in My Heart
- 1954: Die wunderbare Macht (Magnificent Obsession)
- 1954: Attila, der Hunnenkönig (Sign of the Pagan)
- 1958:	Fräulein
- 1958: Draculas Blutnacht (The Return of Dracula)
- 1958: Die Hexenküche des Dr. Rambow (Frankenstein 1970)
- 1959: Der blaue Engel (The Blue Angel)
- 1961: Urteil von Nürnberg (Judgment at Nuremberg)
- 1961: Jagd auf Eichmann (Operation Eichmann)
- 1962: Hitler
- 1965: Morituri
- 1966: Der zerrissene Vorhang (Torn Curtain)
- 1973: Der Fußgänger
- 1974: Frankenstein Junior (Young Frankenstein)
- 1975: Der Richter und sein Henker
- 1975: The Man in the Glass Booth
- 1979:	Geschichten aus dem Wiener Wald